# Drizzona
Drizzona is een gemeente in de Italiaanse provincie Cremona (regio Lombardije) en telt 532 inwoners (31-12-2004). De oppervlakte bedraagt 11,7 km², de bevolkingsdichtheid is 50 inwoners per km².

## Demografie
Drizzona telt ongeveer 207 huishoudens. Het aantal inwoners steeg in de periode 1991-2001 met 0,4% volgens cijfers uit de tienjaarlijkse volkstellingen van ISTAT.
| Jaar | Inwoneraantal |
| ---- | ------------- |
| 1991 | 549           |
| 2001 | 551           |

## Geografie
Drizzona grenst aan de volgende gemeenten: Canneto sull'Oglio (MN), Isola Dovarese, Piadena, Torre de' Picenardi, Voltido.